# Rhapsodie (film, 1954)
Pour les articles homonymes, voir Rhapsodie et Rhapsody.

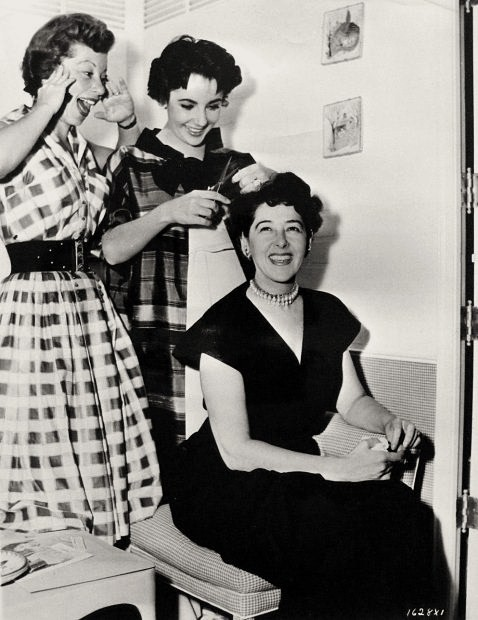
Elizabeth Taylor, la costumière et la coiffeuse sur le tournage de Rhapsody (1954)

Rhapsodie (Rhapsody) est un film américain réalisé par Charles Vidor en 1954.

## Fiche technique
- Titre : Rhapsodie
- Titre original : Rhapsody
- Réalisation : Charles Vidor
- Scénario : Fay Kanin et Michael Kanin d'après le roman Maurice Guest de Henry Handel Richardson
- Adaptation : Ruth Goetz et Augustus Goetz
- Production : Lawrence Weingarten
- Société de production : Metro-Goldwyn-Mayer
- Photographie : Robert H. Planck
- Montage : John D. Dunning
- Musique : Johnny Green
- Adaptation musicale : Bronislau Kaper
- Superviseur et musicien piano : Harold Gelman et Claudio Arrau
- Superviseur et musicien violon : Morris Brenner et Michael Rabin
- Direction artistique : Cedric Gibbons et Paul Groesse
- Décors de plateau : Edwin B. Willis et Hugh Hunt
- Costumes : Helen Rose
- Pays d'origine : États-Unis
- Format : Couleur (Technicolor) - Son : Mono (Western Electric Sound System)
- Genre : Drame
- Durée : 115 minutes
- Date de sortie :
  - États-Unis : 16 avril 1954

## Distribution
- Elizabeth Taylor : Louise Durant
- Vittorio Gassman : Paul Bronte
- John Ericson : James Guest
- Louis Calhern : Nicholas Durant
- Michael Chekhov : Professeur Schuman
- Barbara Bates : Effie Cahill
- Richard Hageman : Bruno Fürst
- Richard Lupino :  Otto Krafft
- Celia Lovsky : Mme Sigerlist
- Stuart Whitman : Dove
- Madge Blake : Mme Cahill
- Jack Raine : Edmund Streller
- Birgit Nielsen : Madeleine
- Jacqueline Duval : Yvonne

Acteurs non crédités :
- George Davis : Serveur au Ritz Bar
- John Mylong : Docteur
- Konstantin Shayne : Professeur Kelber